# Plataforma de Arquitectura Compacta Modular
La Arquitectura Compacta Modular (CMA) es una plataforma global para automóviles medianos monovolumen, desarrollada conjuntamente por Volvo y Geely bajo su estandarte de Investigación y desarrollo CEVT.
el desarrollo se inició en 2013 con la meta de producir una plataforma altamente flexible. Solamente la distancia entre el centro de las ruedas delanteras y el pedalier es fija, todo lo demás puede configurarse al modo en que se precise diseñar el vehículo.
La plataforma se estrenó en septiembre de 2017 con la salida del Volvo XC40. La configuración de la plataforma CMA en el XC40 portará los nuevos motores de 1,5 litros de tres cilindros, tanto en las variantes dotadas de turbocompresor como en las naturalmente aspiradas. La plataforma también alojará a versiones híbridas enchufables de 180 CV, complementadas por un motor eléctrico de 74 CV.

## Aplicaciones
La plataforma de Arquitectura Compacta Modular también es compartida con la marca china asociada Lynk & Co. El SUV Lynk & Co 01 será el primero de diversos modelos de Lynk & Co que sostendrá la plataforma CMA.
Volvo dio a conocer su primer coche totalmente eléctrico en 2019, el Polestar 2, basado en la plataforma CMA.
Vehículos dotados de esta plataforma
| Marca     | Modelo                 | Años de producción |
| --------- | ---------------------- | ------------------ |
| Geely     | Xingyue/Tugella (FY11) | 2019–hoy           |
| Geely     | Xingrui (FS11)         | 2020–hoy           |
| Geely     | Xingyue L (KX11)       | 2021–hoy           |
| Lynk & Co | 01 (CX11)              | 2017–hoy           |
| Lynk & Co | 02 (CC11)              | 2018–hoy           |
| Lynk & Co | 03 (CS11)              | 2018–hoy           |
| Lynk & Co | 05                     | 2019–hoy           |
| Polestar  | 2                      | 2020–hoy           |
| Volvo     | XC40 (V316)            | 2017–hoy           |
| Volvo     | C40                    | 2022–hoy           |

## Enlaces externos

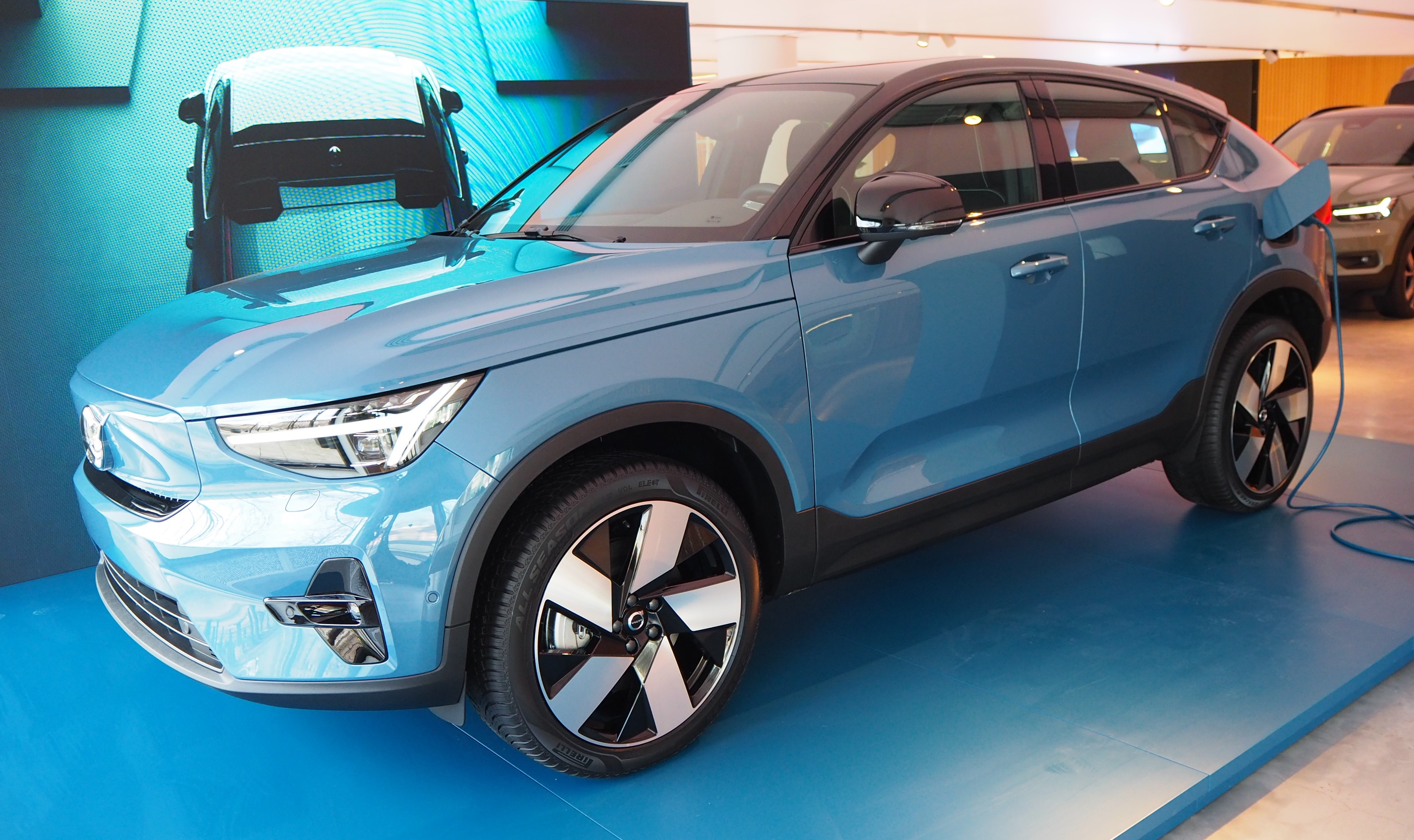
Volvo C40

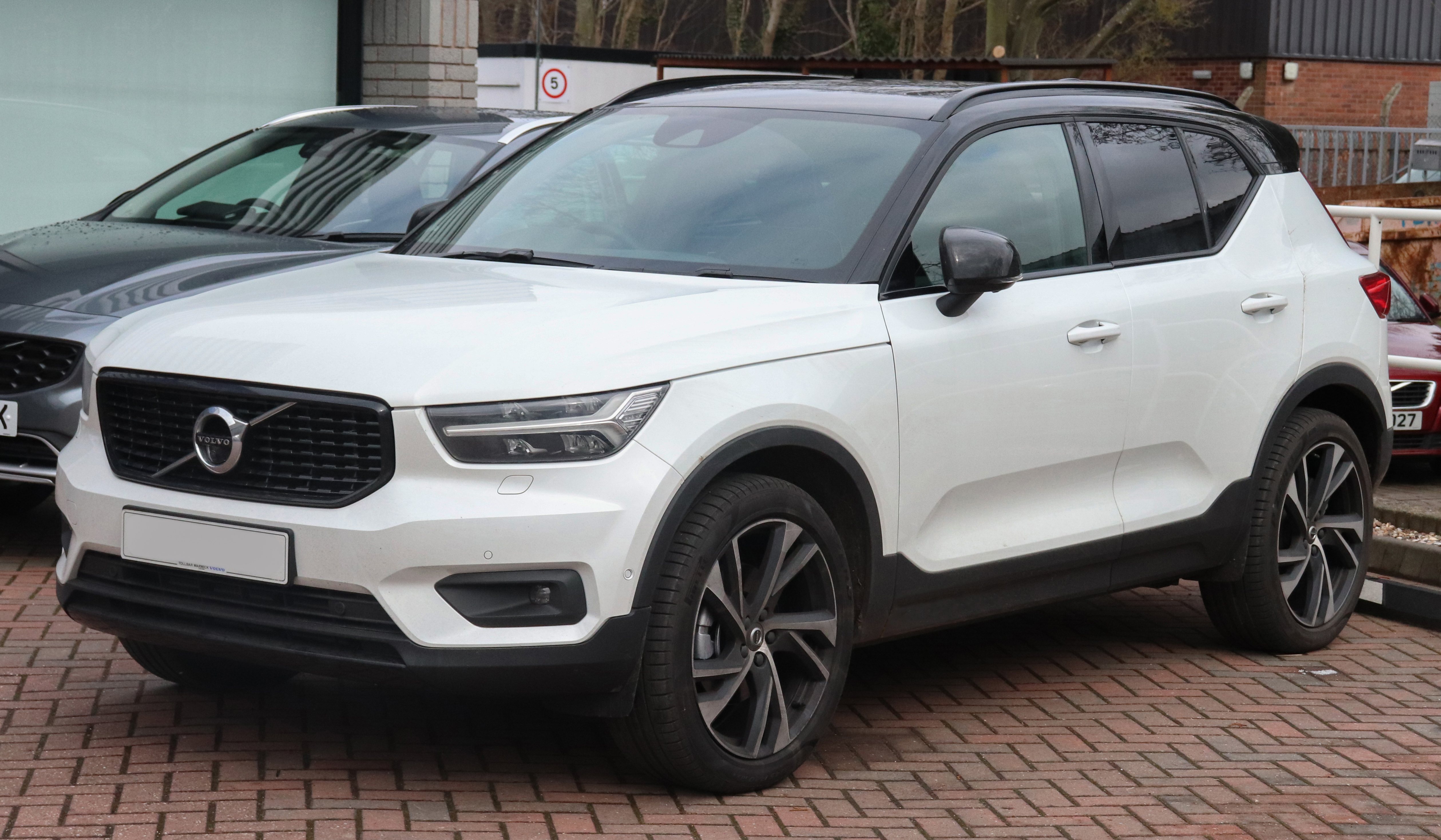
2018 Volvo XC40

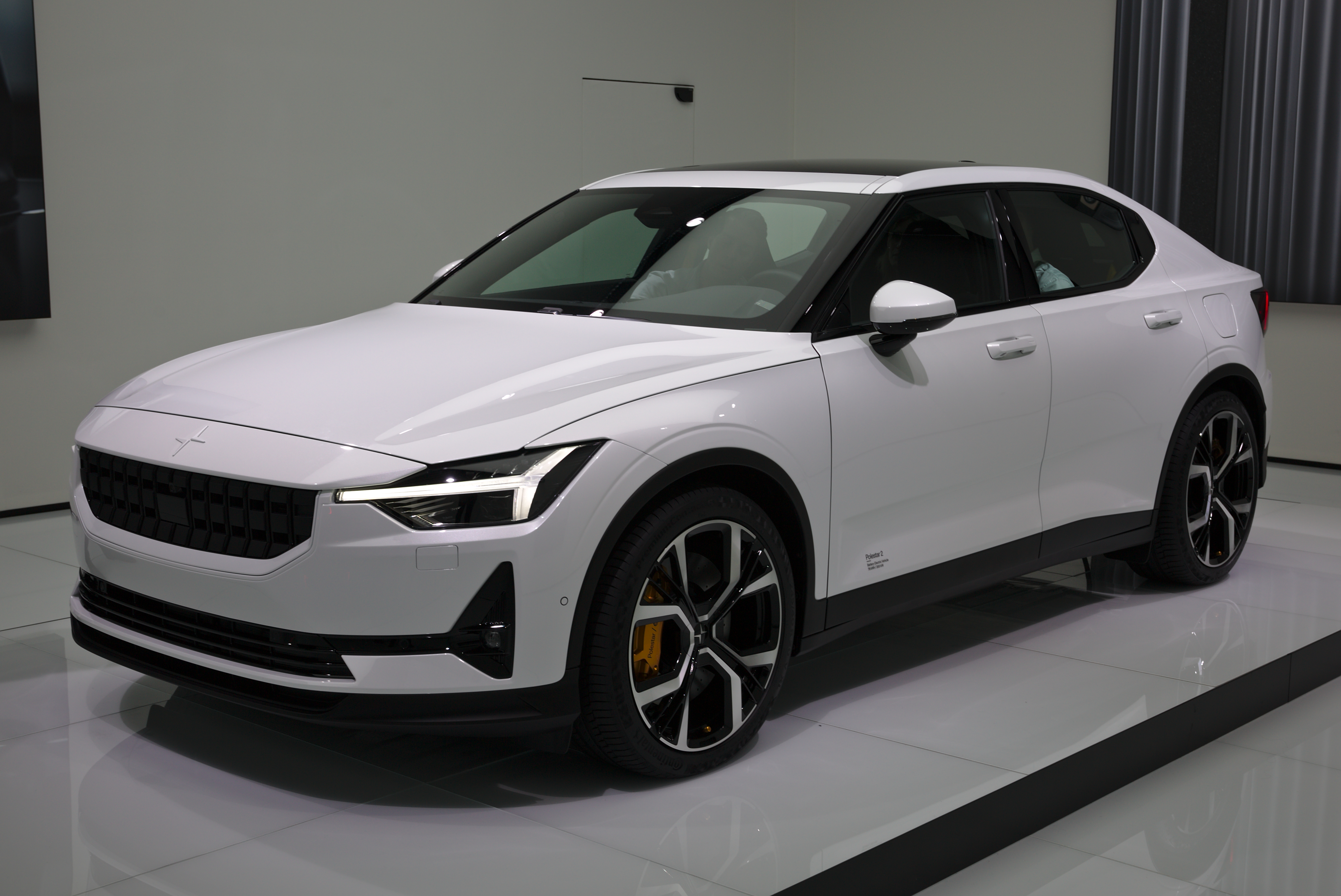
Polestar 2

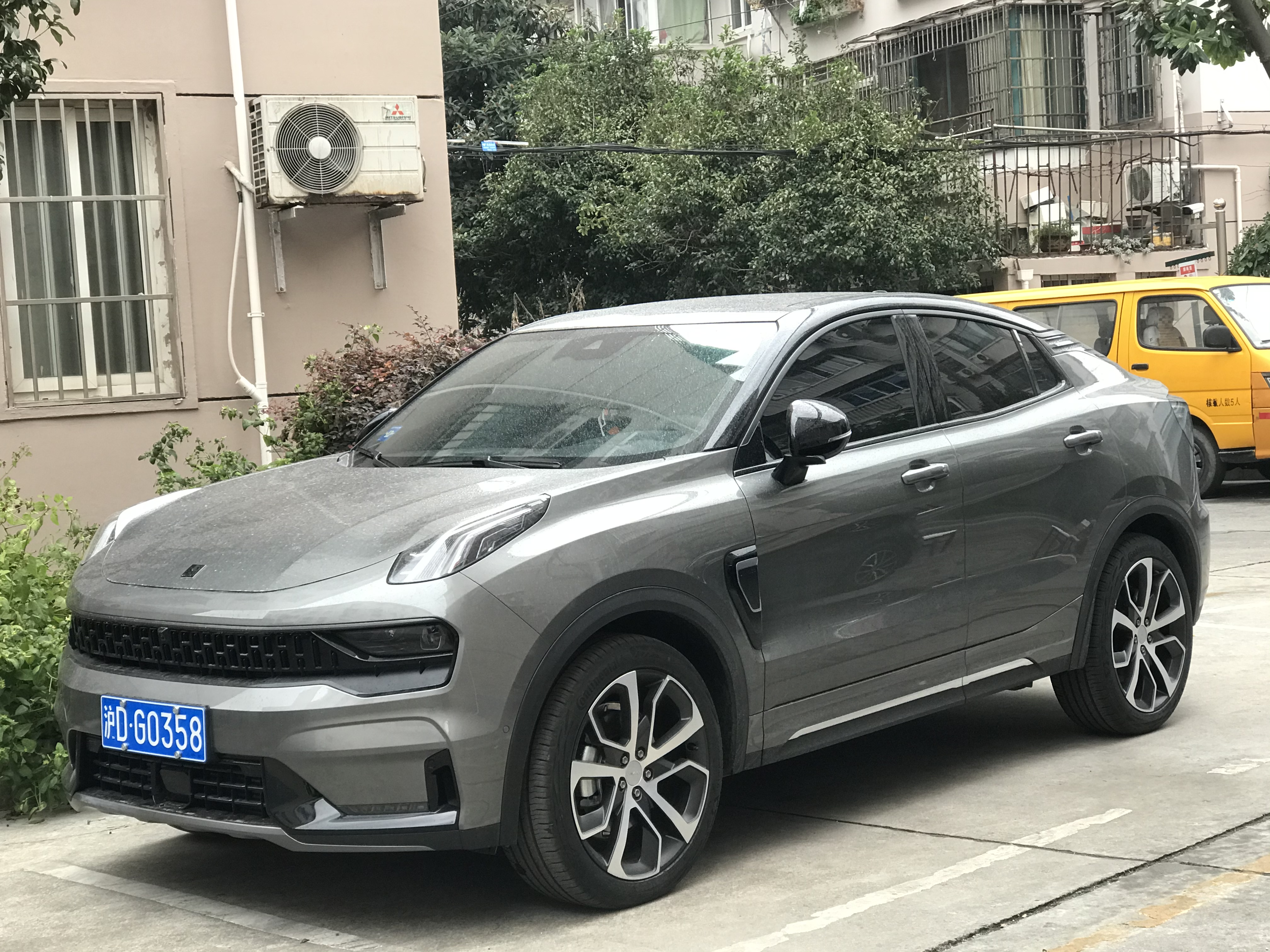
Lynk & Co 05

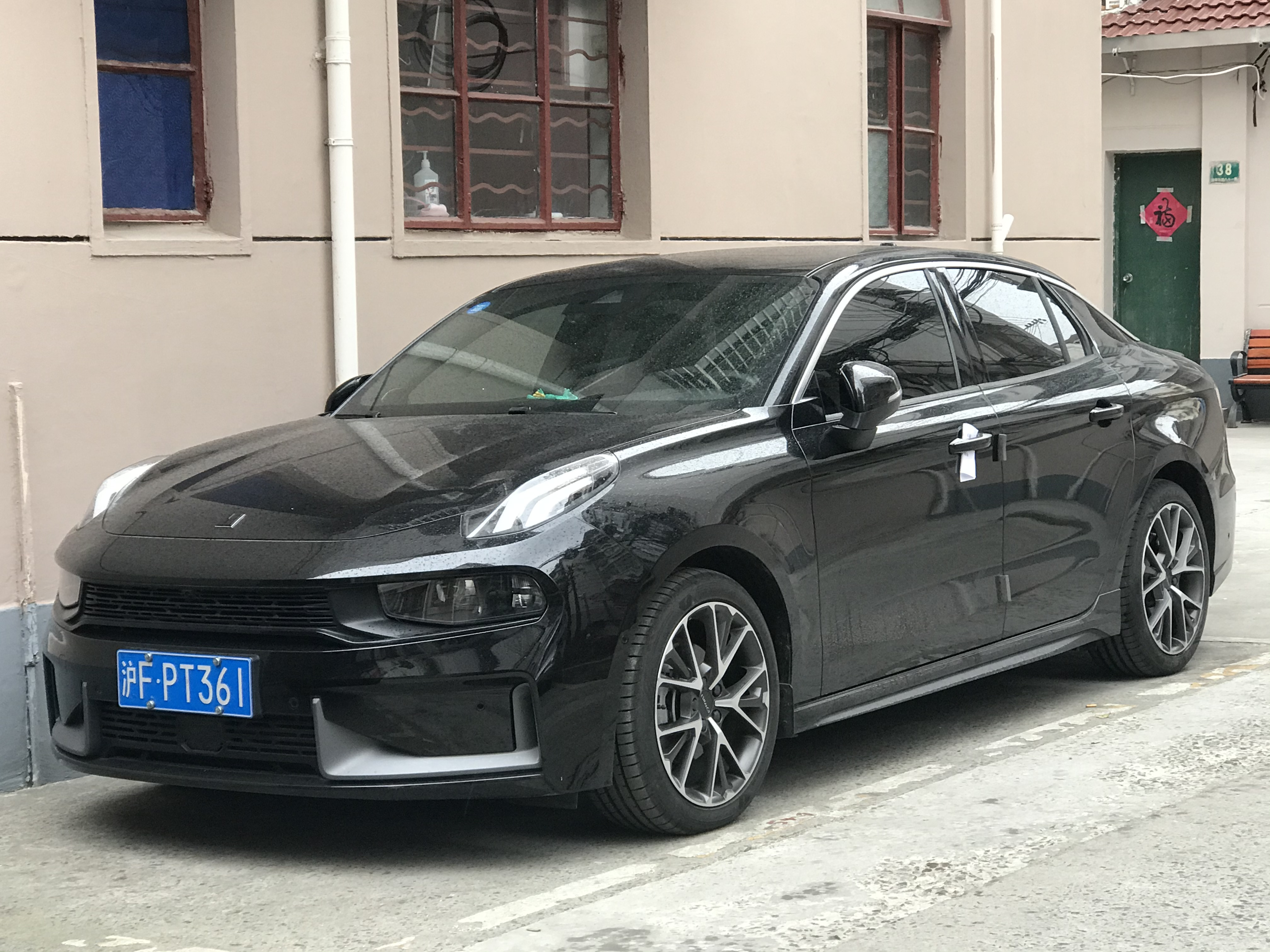
Lynk & Co 03

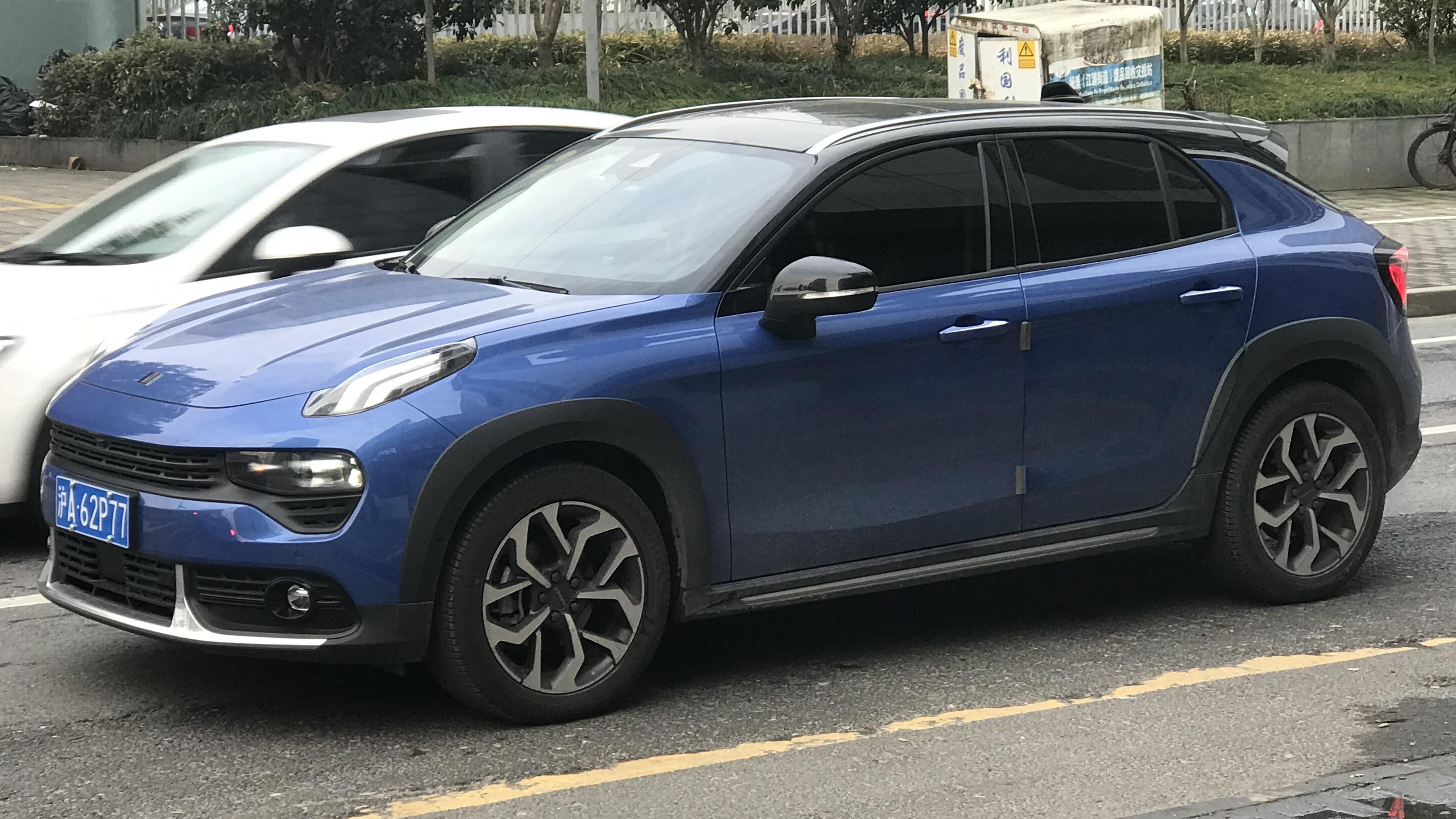
Lynk & Co 02

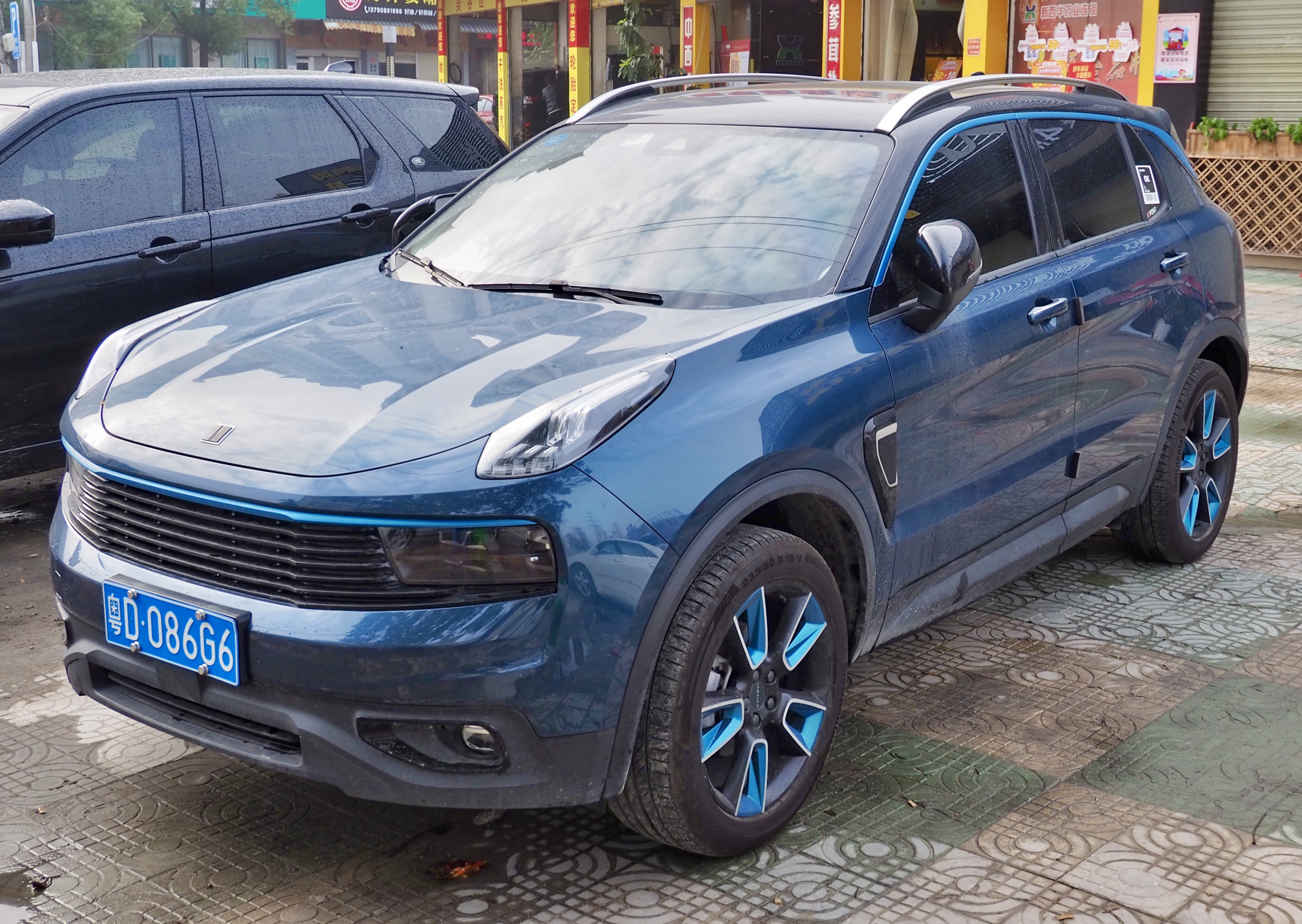
Lynk & Co 01

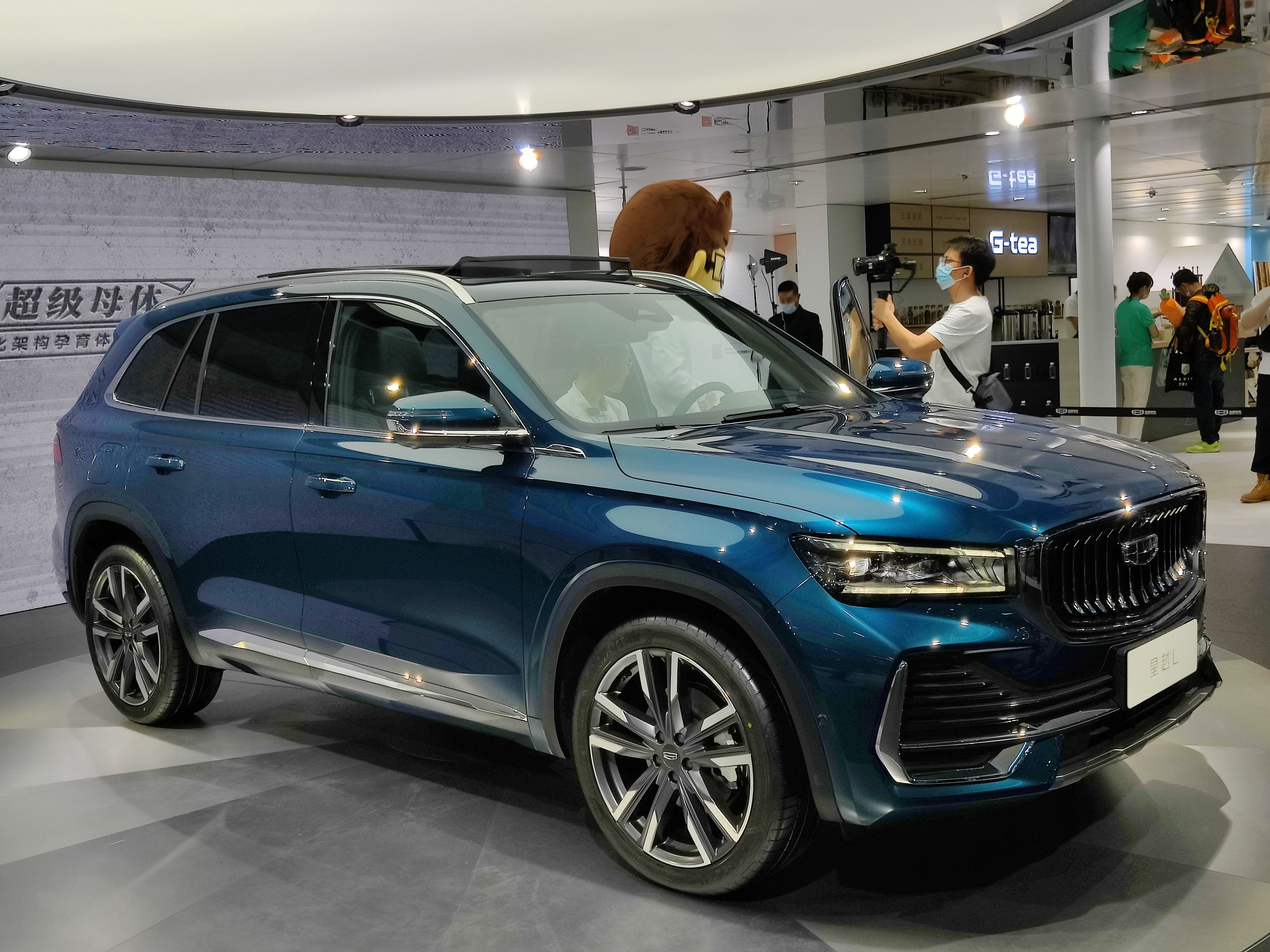
Geely Xingyue L

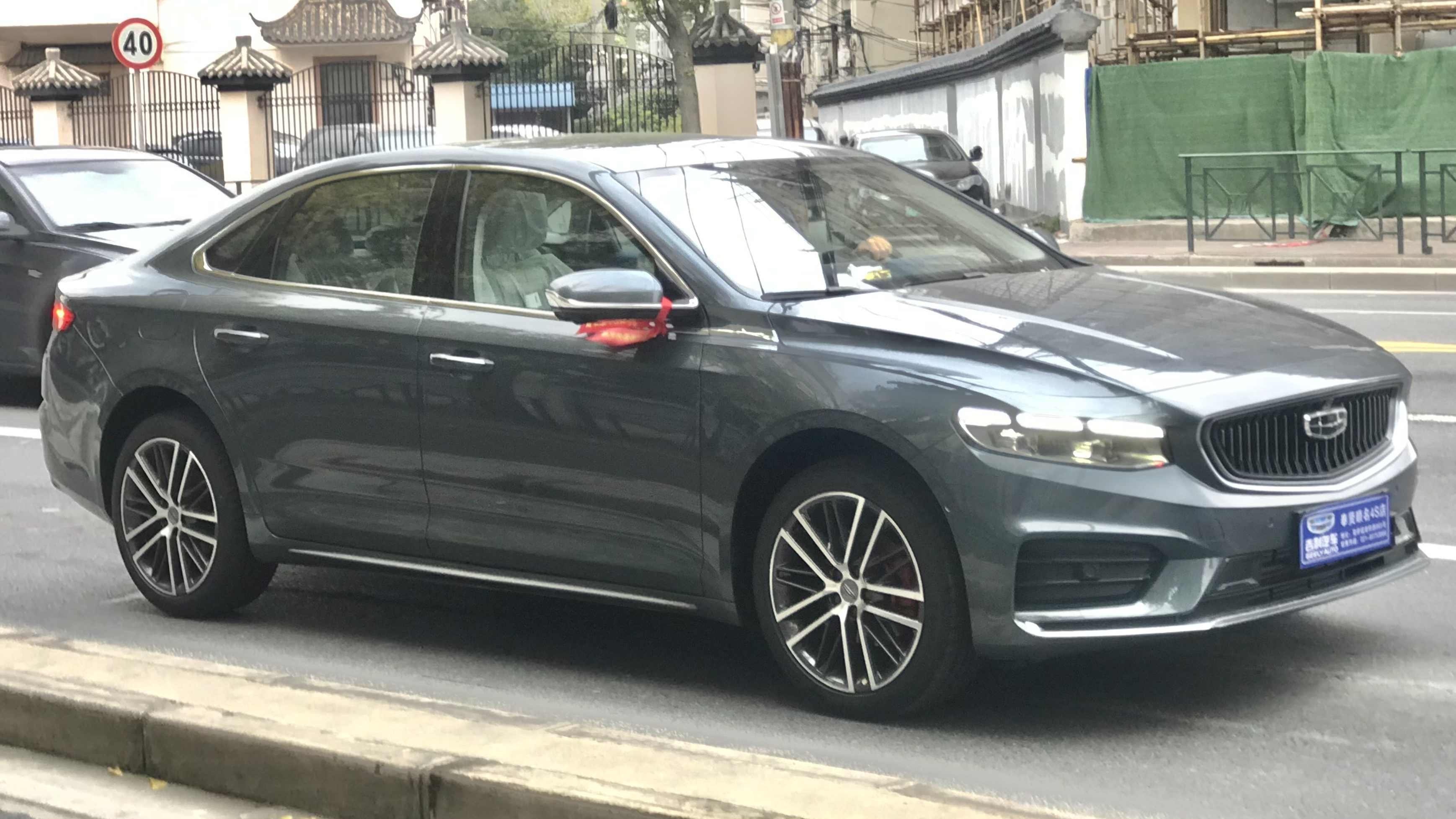
Geely Xingrui

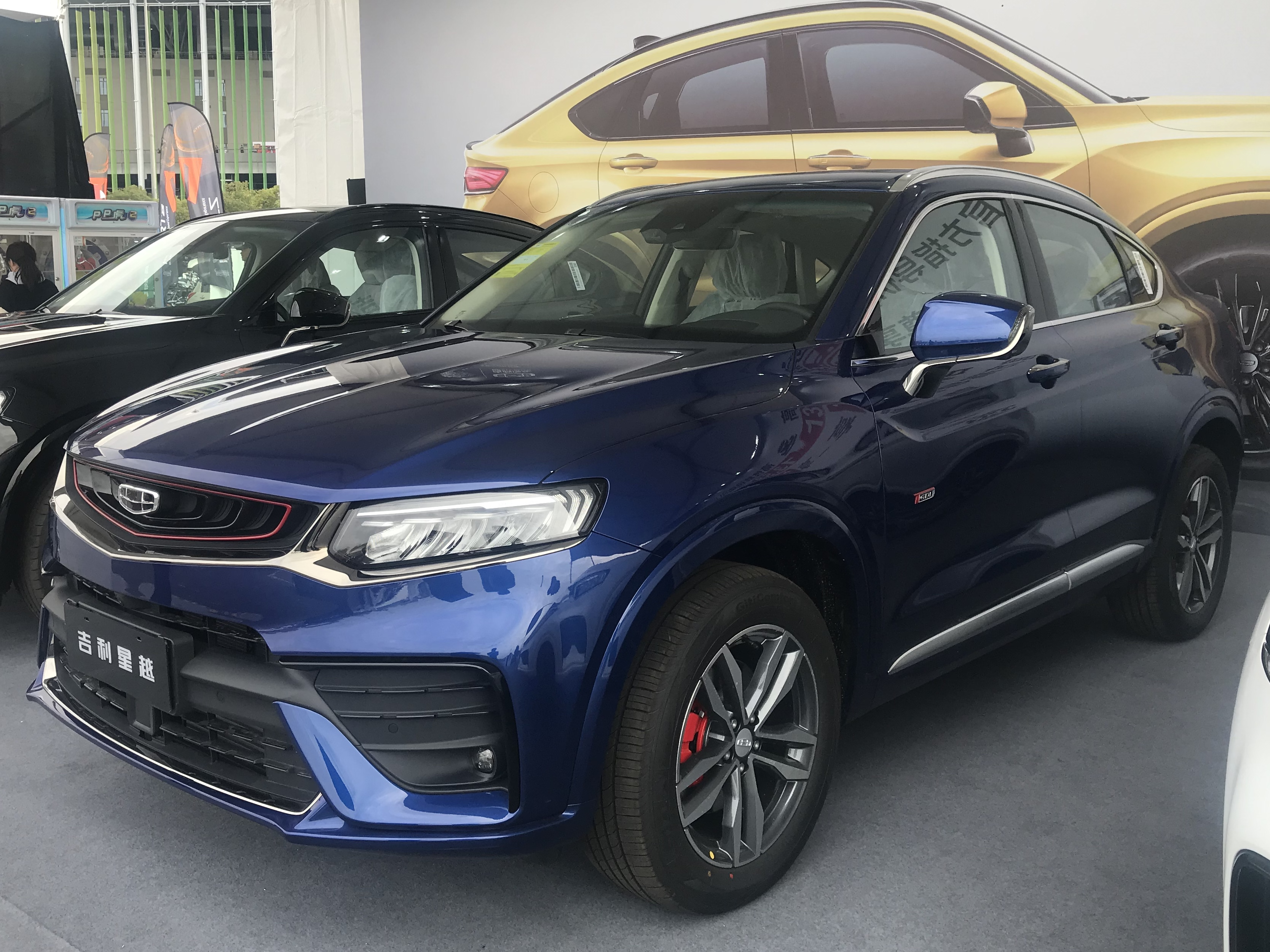
Geely Xingyue